# Digamma
Cette page contient des caractères spéciaux ou non latins. S’ils s’affichent mal (▯, ?, etc.), consultez la page d’aide Unicode.
Digamma (capitale : Ϝ, minuscule : ϝ ; en grec δίγαμμα, c'est-à-dire gamma double) est une lettre archaïque de l'alphabet grec. Dérivée de la lettre wāu  de l'alphabet phénicien, elle a été utilisée pour transcrire la consonne spirante labio-vélaire voisée /w/ héritée de l’indo-européen commun. Elle est l'ancêtre de la lettre F de l'alphabet latin. Appelée simplement « wau » dans les alphabets grecs archaïques, elle note le son /w/ et est placée en 6e position, entre l'epsilon et le zêta. Son usage est attesté jusqu'à l'époque classique ; elle cesse d'être utilisée lorsque le son /w/ disparaît de la langue grecque.
L'usage du digamma persiste dans la numération grecque, où il désigne le nombre 6 ; tracé plus simplement  en onciale médiévale, il s'est confondu avec le stigma, ϛ, dont le tracé est semblable.

## Usage

### Grec
Dans certains dialectes archaïques du grec ancien, le digamma représente la consonne spirante labio-vélaire voisée /w/ et est placée en 6e position dans l'alphabet. Il s'agit du doublet consonantal de la voyelle upsilon (/u/).

### Albanais
Dans l’alphabet grec albanais, le digamma représente la consonne occlusive vélaire voisée /g/.

### Nombre
Bien que le digamma disparaisse définitivement en tant que consonne au IIe siècle, le caractère reste utilisé dans le système de numération grecque, attribué à Milet. La lettre numérale y possède la valeur 6, reflétant sa place d'origine dans l'alphabet grec. Il s'agit de l'une des trois lettres additionnelles de l'alphabet classique utilisées comme nombres, avec le koppa (ϙ) pour 90 et le sampi (ϡ) pour 900.
Le tracé de ces trois symboles s'est fortement modifié au cours du temps, d'autant plus qu'ils ne sont plus utilisés dans l'écriture alphabétique courante : en onciale grecque médiévale puis dans l'écriture cursive, le digamma en vient, par simplification du ductus, à être écrit  (en un seul trait courbé et sans traverse centrale). Or, cela le fait ressembler fortement (et fortuitement) à la ligature stigma,  (où l'on reconnaît le sigma lunaire, Ϲ, semblable à la lettre latine C), très fréquente alors et tracée actuellement Ϛ (ϛ en minuscule). Finalement, les deux signes sont confondus, le digamma, rare en tant que lettre indépendante, s'éclipsant au profit de la ligature, plus courante.
Le digamma numéral est écrit avec un stigma dans les textes modernes, le digamma ancien, Ϝ, restant le plus souvent limité aux usages textuels ou comme signe numéral dans les éditions de textes anciens. Toutefois, la ligature stigma ayant disparu en tant que telle au XVIIIe siècle (comme les autres ligatures manuscrites grecques), elle n'est pas toujours accessible aux éditeurs, qui la remplacent très souvent par sa forme décomposée, sigma tau : στ. Enfin, par une confusion due à la ressemblance fortuite entre l'œil du stigma et celui du sigma final — ς — certains éditeurs (rarement en Grèce) confondent les deux caractères. C'est cependant un emploi abusif.
En conclusion, le nombre 6 se rencontre de plusieurs manières en numération grecque : ϝʹ (surtout en épigraphie ou pour des textes anciens), ϛʹ ou στʹ (ςʹ étant à éviter).

### Sciences
En mathématiques, la fonction digamma est nommée d'après la lettre digamma, par analogie avec la fonction gamma dont elle découle.

## Histoire

### Origine
La lettre digamma tire son origine de la lettre de l'alphabet phénicien wāu ou wāv . Celle-ci provient peut-être de l'alphabet protosinaïtique, une écriture utilisée dans le Sinaï il y a plus de 3 500 ans, elle-même probablement dérivée de certains hiéroglyphes égyptiens. La lettre phénicienne semble signifier littéralement « crochet, hameçon ». L'alphabet phénicien atteint une forme plus ou moins standard vers le XIe siècle av. J.-C. Sa 6e lettre est une consonne (l'alphabet phénicien est un abjad qui ne note pas les voyelles) correspondant probablement au son [w].
Pour créer leurs alphabets, Les peuples grecs empruntent au VIIIe siècle av. J.-C. les lettres phéniciennes. La 6e lettre de celui-ci, wāu, sert également aux Grecs à transcrire la consonne spirante labio-vélaire voisée /w/ héritée de l'indo-européen. Toutefois, ce phonème est très faible en grec et tous les dialectes ne l'emploient pas. À l'époque archaïque, les dialectes l'utilisant comprennent la majorité de la Grèce continentale (sauf l'Attique), l'Eubée et la Crète. À Athènes et à Naxos, il n'est apparemment utilisé que dans le registre poétique. En Ionie, Attique et Dorien oriental, le son /w/ est absent ou rapidement éliminé. La disparition plus ou moins graduelle de ce phonème dans la langue rend assez fragile l'existence d'un signe pour le noter. Par contre, ce phonème et la lettre correspondante se sont conservés plus longtemps en grec occidental et dans l'alphabet correspondant, d'où est issu (via l'étrusque) l'alphabet latin.
Le wāu phénicien ressemble à un Y. Outre le digamma, ce glyphe donne naissance au upsilon grec, transcrivant le phonème /u/. Le digamma conserve la position alphabétique du wāu mais voit sa forme modifiée ; l'upsilon conserve lui cette forme mais est placé à une position différente, près de la fin de l'alphabet. La Crète emploie une forme archaïque proche du wāu phénicien,  ou une variante avec une branche inclinée, . La forme  subit pendant la période archaïque un développement parallèle à celui de l'epsilon (qui passe de  à E), les bras devenant perpendiculaires à la barre verticale, dont la partie inférieure est abandonnée. Cette évolution conduit à deux variantes du digamma : le F classique et le  carré.
En résumé, le digamma prend des formes diverses comme, :
- (Crète, Thessalie, Eubée, Béotie, Laconie, Achaïe, Corinthe, Argos, Arcadie, Ithaque, Attique, Naxos, Mégare, Sicyone, Tirynthe)
- (Laconie, Achaïe, Corinthe, Argos)
- (Crète)
- (Crète)
- (Thessalie, Eubée, Béotie)

Dans certains alphabets, le digamma prend une forme ressemblant à la lettre cyrillique moderne И : . Toutefois, dans l'alphabet de Pamphylie, cette variante, appelée aujourd’hui digamma pamphylien, existe comme lettre distincte du digamma standard. On suppose que dans ce dialecte, le son /w/ pourrait avoir changé en /v/ dans certains environnements. La lettre en forme de F pourrait avoir été utilisée pour noter ce son /v/, tandis que la lettre en forme de Ͷ indiquerait les cas où le son /w/ est préservé.

### Alphabets archaïques

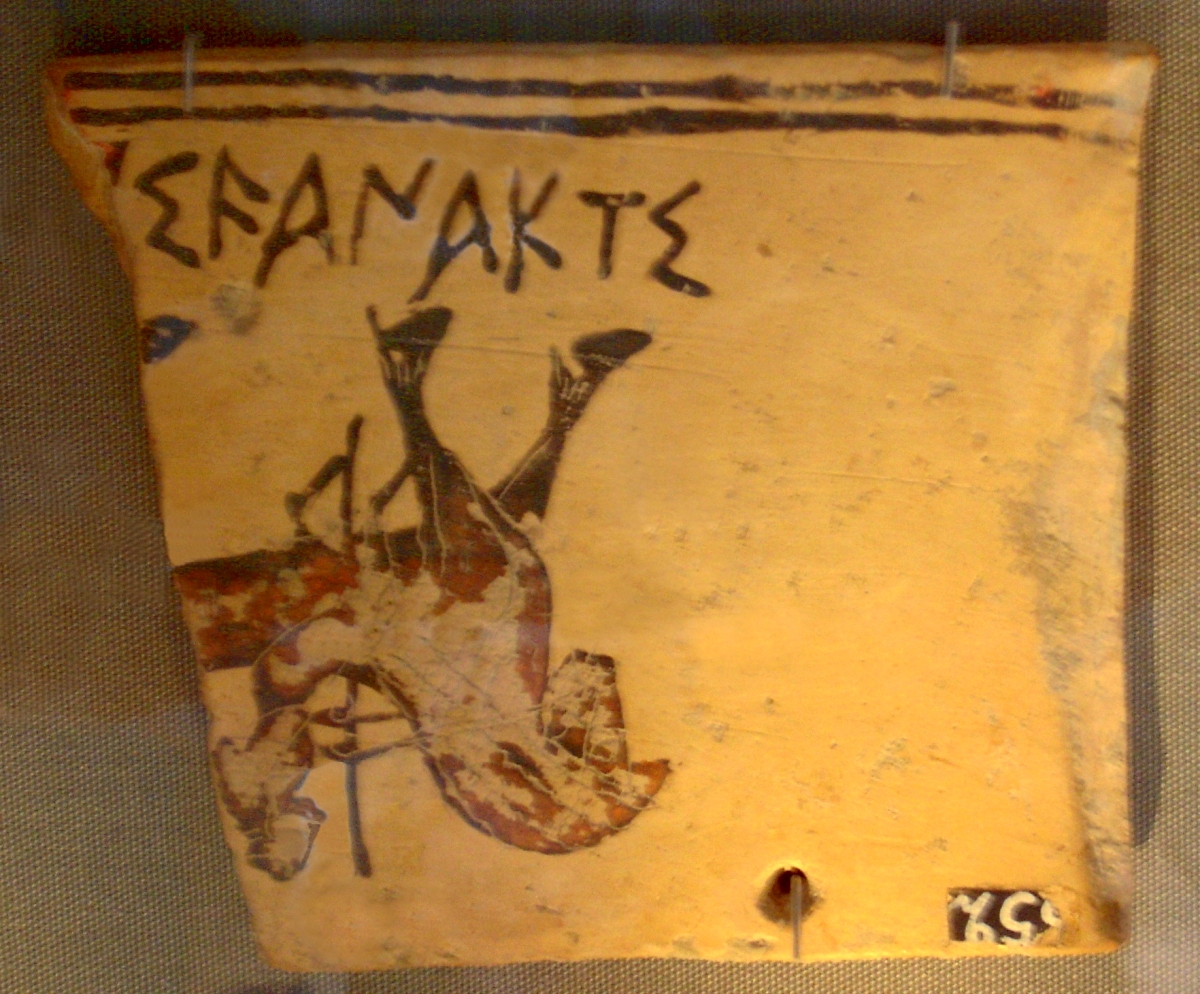
Fragment de céramique représentant un cheval et son cavalier. L'inscription signifie [...]Ι ϜΑΝΑΚΤΙ ([...]i wanakti, « au roi »), avec un digamma initial (et une forme locale en Σ du iota).

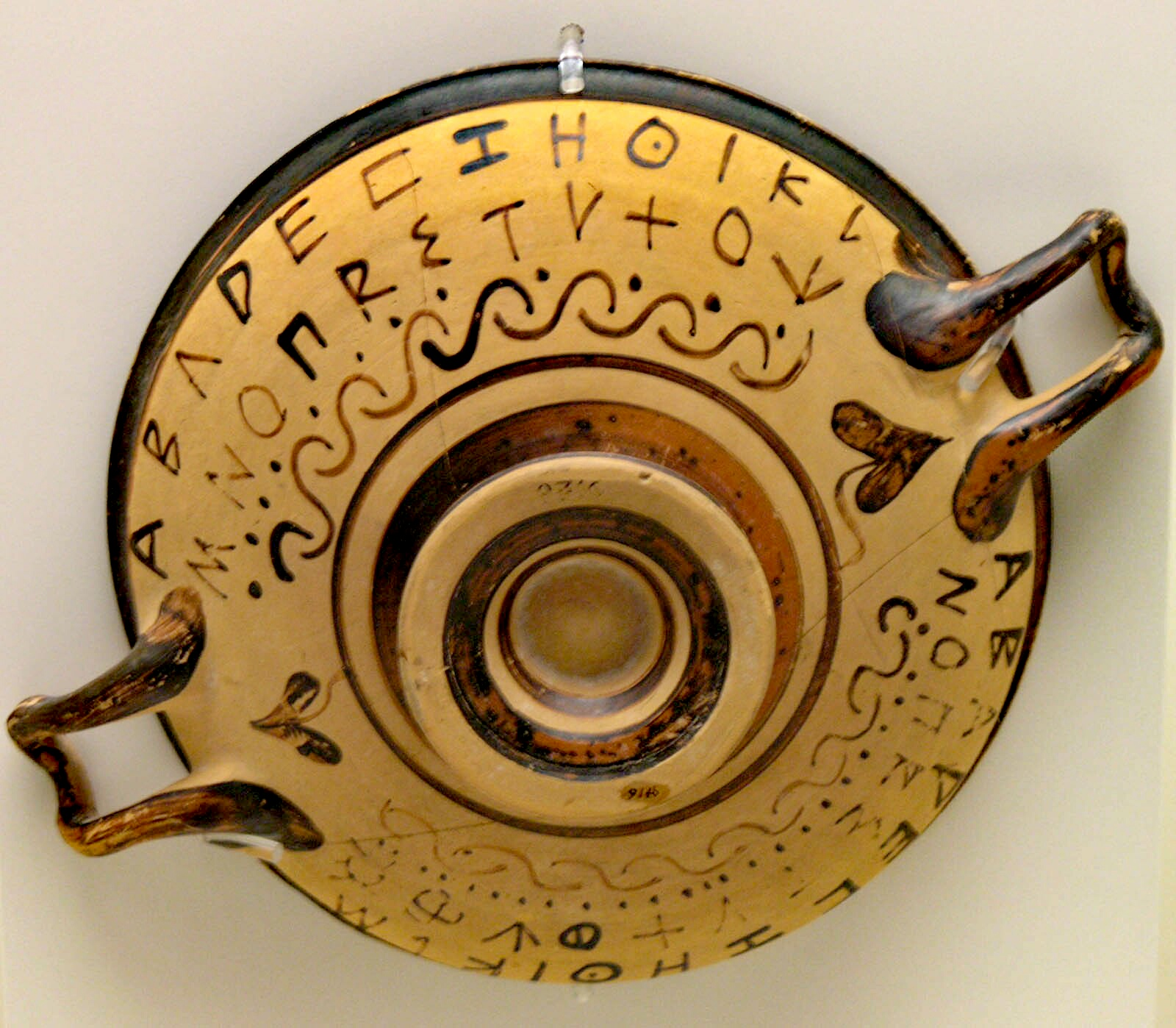
Alphabet grec peint sur la panse d'une coupe attique à figures noires ; le digamma, visible sur la gauche du vase, ressemble à un « C » latin carré.

Le son /w/ existe en Mycénien, comme attesté par le linéaire B et certaines inscriptions archaïques grecques utilisant le digamma. Il est également confirmé dans le nom hittite de Troie, Wilusa, correspondant au nom grec *Wilion.

### Disparition
Le son /w/ s'amuït à différents moments suivant les dialectes, la plupart avant l'époque classique (le IIe siècle av. J.-C. constitue une date limite). En ionien, /w/ disparaît probablement avant que les épopées d'Homère ne soient écrites (VIIIe siècle av. J.-C.), mais sa présence ancienne peut être détectée dans de nombreux cas car son omission rend la métrique défectueuse. Par exemple, les mots ἄναξ (ànax, « roi »), rencontré dans l'Iliade, à l'origine ϝάναξ (wánaks), et οἶνος (oînos, « vin ») sont parfois utilisés là où un mot débutant par une consonne serait attendu. D'autres preuves, couplées avec une analyse des mots apparentés, montre que οἶνος est auparavant écrit ϝοῖνος (wóînos), (dorien crétois ibêna, latin vīnum, anglais wine).
L'éolien est le dialecte qui conserve le son /w/ le plus longtemps. Dans les textes des anciens grammairiens grecs de l'époque hellénistique, cette lettre est souvent décrite comme une caractéristique de l'éolien.
Les formes actuelles des lettres proviennent de l'alphabet utilisé en Ionie, qui est progressivement adopté par le reste du monde grec antique (Athènes passe un décret formel pour son adoption officielle en 403 av. J.-C. ; son usage est commun dans les cités grecques avant le milieu du IVe siècle av. J.-C.). En Ionie, le phonème /w/ s'amuït très vite dans toutes les positions, entraînant naturellement l'inutilité d'un signe pour le transcrire. Le digamma disparaît alors de l'alphabet grec. Pendant quelque temps, le son /w-/ initial demeure étranger à la phonologie grecque et est abandonné dans les emprunts étrangers (selon l'explication la plus courante, le nom Italie provient d'Italia, de l'osque *Ϝιτελιυ, Viteliu ; le nom des Vénètes est transcrit en grec (Ἐνετοί, Enetoí). Le phonème est à nouveau usité à partir du IIe siècle av. J.-C., mais sans digamma (le nom vate est par exemple transcrit en grec οὐάτεις, οuáteis).

### Signe numéral

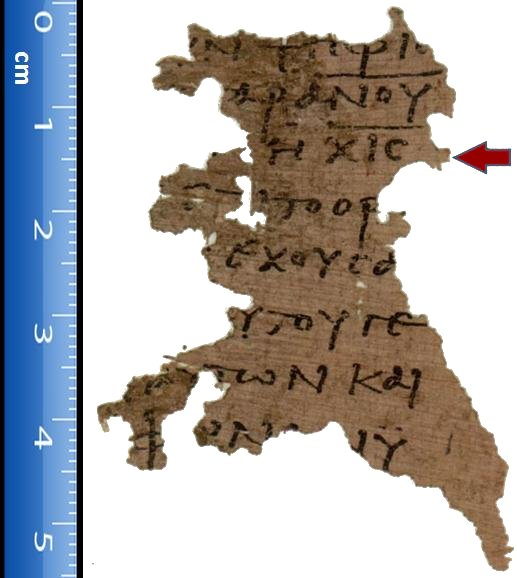
Fragment du papyrus 115 comportant le nombre « » (616 ; χ = 6, ι = 10 et ϛ = 6), avec un digamma final en forme de C.

La numération grecque antique, originaire de la ville ionienne de Milet, utilise les lettres de l'alphabet pour noter les nombres. 27 symboles sont employés : les 24 lettres de l'alphabet classique et 3 lettres archaïques, qui survivent dans cette fonction : le digamma pour 6 (sa place d'origine dans l'alphabet), le koppa pour 90 et le sampi pour 900. Le digamma numéral prend plusieurs formes suivant les lieux : ϝ, mais également , , , , , . Une des formes, , employée en Béotie, Eubée et Thessalie, ressemble à une forme anguleuse du C latin.
Dans l'écriture onciale, utilisée pour les manuscrits littéraires sur papyrus et vélin, la forme anguleuse se développe en une forme plus arrondie, notée  sur les manuscrits en papyrus,  sur certains pièces. Une queue verticale lui est ensuite rajoutée (, ). Elle adopte au bout du compte une forme similaire au « s » latin, . Ces formes cursives se rencontrent également sur les inscriptions de l'Antiquité tardive.

### Confusion avec la ligature στ

Deux exemples de digamma en forme de s dans un manuscrit mathématique du XIIe siècle : le nombre 9996 4/6 (δʹ ϛʹ) sur la première ligne ; sur la 2e ligne, une phrase contenant deux ligatures στ (« ἔσται τὸ στερεὸν »).

Aux IXe et Xe siècles, la forme cursive du digamma est confondue visuellement avec la ligature d'un sigma (dans sa forme lunaire, ) et d'un tau  : , ). La ligature στ est courante dans l'écriture minuscule à partir du IXe siècle. Les formes fermée () et ouverte () du digamma sont utilisées alors sans distinction à la fois pour la ligature et le signe numeral. Cette ligature prend le nom de stigma.

### Dérivés
La lettre digamma est transmise à l'alphabet latin par l'intermédiaire de l'alphabet étrusque, lui-même dérivé de l'alphabet grec « rouge » employé en Eubée — alphabet que les Étrusques apprennent à Pithécusses (Ischia), près de Cumes.
Les Étrusques utilisent une lettre dérivée du digamma : le son /w/ étant absent de leur langue, ils l'utilisent pour représenter le son /v/ (absent du grec à cette époque) ; le son /f/ (également absent du grec archaïque) est représenté synthétiquement par le digramme FH.
Le latin n'utilise pas le phonème /v/. En empruntant l'alphabet étrusque, les Romains utilisent le V (descendant de l'upsilon grec) pour noter /u/ et /w/, et le FH pour le /f/. Cette graphie est simplifiée en F à partir du IVe siècle av. J.-C. ; on retrouve cette ancienne graphie FH par exemple dans l'inscription de la fibule de Préneste.
Dans l'alphabet copte, le digamma conduit à la lettre sou Ⲋ. Cette lettre sert également dans la numération copte. Les runes provenant vraisemblablement des anciens alphabets italiques, la rune fehu, ᚠ, dériverait également du digamma.
Il est possible que l'alphabet arménien dérive de l'alphabet grec. Dans ce cas, le hiun Ւ dériverait du digamma.

Wau phénicien
Digamma épigraphique grec
Digamma grec archaïque de l'alphabet eubéen
F étrusque
F romain
Sou copte
Fehu runique

## Noms

### Wau
La lettre phénicienne wāu signifierait « crochet » ou « hameçon » ; le nom phénicien est utilisé en grec ancien pour le nom original de la lettre notant le son /w/,. Ce nom est souvent cité dans sa forme reconstruite ϝαῦ (waû). Cette forme n'est pas attestée historiquement dans les inscriptions grecques mais l'existence du nom est déduite par les descriptions de grammairiens latins contemporaines, comme Varron, qui l'appellent « vav ». Dans le grec ultérieur, où la lettre et le son qu'elle représente n'existent plus, ce nom est transcrit en βαῦ (baû) ou οὐαῦ (ouaû). Au XIXe siècle en Angleterre, la forme anglicisée vau est un nom courant pour le symbole ϛ et sa fonction numérique, utilisé par des auteurs qui le distinguent du digamma alphabétique et du ϛ comme ligature στ.

### Digamma
L'appellation « digamma » est plus tardive que celle de « wau ». Elle se rencontre toutefois en grec ancien : δίγαμμα (dígamma). Ce nom signifie littéralement « double gamma », la forme Ϝ étant semblable à deux gammas majuscules qui auraient été empilés.

### Épisémon
Le nom « épisémon » est utilisé pour le symbole numérique pendant l'époque byzantine. Il est parfois encore employé aujourd'hui sous la forme épisémon ou épisème, soit pour nommer spécifiquement le digamma/stigma, soit comme terme générique pour l'ensemble des signes numéraux extra-alphabétiques (digamma, koppa et sampi).
Le mot grec ἐπίσημον (épísêmon), formé par ἐπί- (epí-, « sur ») et σήμα (sếma, « signe »), signifie littéralement « signe distinctif », « insigne », mais est également la forme neutre de l'adjectif ἐπίσημος (épísêmos, « distingué », « remarquable »). Il est lié au nombre 6 via la numérologie mystique chrétienne antique. Selon un compte-rendu des enseignements de Marcus par Irénée, le nombre 6 est perçu comme le symbole du Christ et est appelé « ὁ ἐπίσημος ἀριθμός » (« le nombre exceptionnel ») ; de même, le nom Ἰησοῦς (« Jésus »), ayant six lettres, est « τὸ ἐπίσημον ὄνομα » (« le nom exceptionnel »), etc. Le traité du VIe siècle Du mystère des lettres (en), qui lie également le six au Christ, appelle le signe numéral to Episēmon. Le même nom se retrouve dans un manuel d'arithmétique du XVe siècle écrit par le mathématicien grec Nikolaos Rabdas (en). On le trouve également dans un certain nombre de textes ouest-européens sur l'alphabet grec écrits en latin au début du Moyen Âge. De loquela per gestum digitorum, un texte didactique d'arithmétique attribué à Bède le Vénérable, appelle les numéraux grecs pour 6, 90 et 900 « episimon », « cophe » et « enneacosis ». Suivant Bède, le terme est adopté au XVIIe siècle par l'humaniste Joseph Juste Scaliger. Toutefois, Scaliger interprète mal Bède et applique le terme épisêmon aux trois lettres numérales et pas seulement au digamma. À la suite de Scaliger, le terme intègre l'usage académique moderne dans son nouveau sens, voire pour désigner des symboles numéraux complémentaires en dehors de séquences alphabétiques propres, en grec ou dans d'autres écritures.

### Gabex ou Gamex
Dans un commentaire biblique du IVe siècle, Ammonios d'Alexandrie aurait mentionné que le symbole numérique pour 6 est appelé « gabex » par ses contemporains,. Cette référence à Ammonios est parfois lue « gam(m)ex » par certains auteurs modernes,. Ammonios, ainsi que des théologiens ultérieurs, discutent du symbole dans le contexte de l'apparente contradiction dans les Évangiles qui attribuent la mort de Jésus soit à la 3e heure, soit à la 6e, argumentant que le symbole pourrait facilement avoir été substitué à un autre à la suite d'une erreur d'écriture.

### Stigma
Le terme στίγμα (stígma) signifie à l'origine en grec « marque, point, perforation » ou plus généralement « signe », du verbe στίζω (stízo, « perforer »). Dans le contexte de l'écriture, il désigne un point de ponctuation, utilisé par exemple pour noter le raccourcissement d'une syllabe dans la notation d'un rythme. Il devient par la suite le nom de la ligature στ, par acrophonie de son initiale st- et par analogie avec le nom sigma. Il possède d'autres noms conçus suivant le même principe : sti ou stau,.

## Typographie

Exemple d'une police du XIXe siècle utilisant un stigma majuscule en forme de S (1re ligne) et un koppa majuscule en forme de G (2e ligne).

En typographie moderne, le digamma capitale prend la forme Ϝ, sa forme bas-de-casse étant ϝ. Il est utilisé en épigraphie grecque pour transcrire les anciennes inscriptions qui contiennent un digamma, et en linguistique et grammaire historique pour décrire les proto-formes reconstituées de mots grecs qui contiennent le son /w/.
Les écrits modernes distinguent le digamma numéral de sa forme alphabétique. De façon générale, il est représenté par le même caractère que la ligature stigma, ϛ. Dans les textes, cette ligature (ainsi que de nombreuses autres) continue à être utilisée jusqu'au début du XIXe siècle, avant d'être graduellement abandonnée. La ligature stigma est parmi celles qui subsistent le plus longtemps, mais elle devient obsolète après le milieu du XIXe siècle. Actuellement, elle n'est utilisée que pour représenter le digamma numérique, jamais pour la séquence στ.
Comme le koppa et le sampi, le digamma numérique ne fait généralement pas la distinction entre les formes capitale et bas-de-casse (les autres lettres alphabétiques peuvent être utilisées comme numéraux dans les deux cas). Des versions capitales distinctes sont utilisées à l'occasion au XIXe siècle. On trouve différentes formes de stigma, avec la terminaison inférieure possédant un petit crochet courbe en forme de s () ou une ligne droite, avec () ou sans empattement (). Une stylisation capitale alternative du XXe siècle est , une ligature des C et T capitales.
Pendant toute son histoire, la forme du digamma est souvent similaire à celle d'autres symboles, avec lesquels il est facilement confondu. Sur les papyrus anciens, la forme cursive du digamma numérique () est souvent indifférentiable de la forme lunaire du sigma. Au Moyen Âge, elle a la même forme que l’abréviation pour καὶ (kaì, « et »).
En écriture manuscrite antique et médiévale, le koppa passe de  à , , , puis . Les formes majuscules  et  peuvent représenter le koppa ou le stigma. Les confusions fréquentes entre ces deux valeurs dans l'imprimerie contemporaine sont déjà notées par les commentateurs du XVIIIe siècle. L’ambiguïté n'a pas disparu dans les polices modernes, beaucoup continuant à avoir un glyphe similaire à  pour koppa ou stigma.

## Importance dans l'étude épigraphique et philologique
La consonne /w/ (qu'elle soit réalisée [w], ou [β] voire [v] par renforcement articulatoire) étant fréquente dans certains dialectes grecs anciens (et donc dans leur écriture : la lettre est présente dans les alphabets de Crète, Corcyre, Béotie, Corinthe, Laconie, Arcadie, entre autres), il est nécessaire, dans la transcription d'inscriptions épigraphiques ou de textes littéraires, de disposer d'un caractère spécifique. De même, la linguistique comparée des langues indo-européennes et l'étude diachronique de la langue grecque demandent un tel caractère, ce qui explique qu'il se lise fréquemment dans les textes didactiques ou les éditions universitaires de textes non ioniens-attiques.
Exemples :
- en épigraphie : ϜΑΡΓΟΝ / wargon (éléen), ϜΟΙΚΟΣ / woikos (thessalien), ϜΕϘΟΝΤΑΣ / wekontas (locrien), ΒΟϜΑ (pamphylien) ;
- chez Alcée de Mytilène, qui écrivait en lesbien (dialecte éolien asiatique) : ϝρῆξις / wrễxis « déchirure » (en ionien-attique : ῥῆξις / rhễxis) ; de même chez Sappho : Τὸν ϝὸν παῖδα κάλει / Tòn wòn paîda kálei, « elle le nomme son propre enfant » ;
- bien que déjà disparue de la langue homérique, la consonne /w/ s'y révèle en filigrane par la scansion des hexamètres dactyliques. L'aède, en effet, pratique des hiatus normalement évités, allonge des syllabes normalement brèves d'une manière que les Anciens prenaient pour une licence poétique. Or, rétablir un /w/ là où ces phénomènes se produisent (pas systématiquement, cependant), permet de comprendre que s'était maintenu le souvenir d'une telle consonne, grâce, notamment, à l'existence de formules prêtes à l'emploi tirées de divers dialectes dans lesquels /w/ s'était parfois conservé. Dans ce cas, on notera /w/ par un digamma. Comme l'explique Jean Humbert (cf. bibliographie plus bas) :

« Encore que l'hexamètre dactylique, dont il [Homère] use, exclue en principe les hiatus entre les voyelles, il sait que le même hiatus est autorisé dans une formule telle que Τενέδοιο τε ἶφι ἀνάσσεις “tu règnes en souverain sur Ténédos”, sans se douter que les deux hiatus disparaissent si on lit ϝῖφι (cf. lat[in]. uis “force”) et ϝανάσσεις (cf. myc[énien] wanake = ἄνακτες “les souverains”), restituant ainsi le ϝ dont, aussi loin que l'on remonte, l'ionien n'a pas conservé de traces. »
- L'allongement de certaines syllabes s'explique d'une manière similaire. Bien que le digamma n'ait jamais été écrit dans les éditions les plus anciennes d'Homère, certains éditeurs le rétablissent cependant, ce qui permet une analyse plus fidèle du texte mais ne signifie pas qu'il était réellement prononcé à l'époque d'Homère, encore moins à celle de la fixation du texte par écrit (VIe siècle av. J.-C., sous Pisistrate). C'est le cas dans l'édition castillane de Luis Segalá y Estalella des textes homériques (chez Editorial Voluntad, 1934), qui écrit par exemple le vers 3 du premier chant de l'Iliade πολλὰς δ' ἰφθίμους ψυχὰς Ἄϝιδι προΐαψε là où d'autres éditions n'auront que Ἄϊδι (en ionien-attique Ἅιδης ou ᾍδης au nominatif) ;

- dans des analyses comparatives ou diachroniques modernes (dans ce cas, le digamma est un artifice philologique permettant de transcrire un phonème /w/ ancien même quand il n'existe pas de forme attestée l'utilisant) : « Le génitif de πῆκυς devrait être πήκεος [*πηκεϝος] attesté chez Hérodote » (Grammaire grecque de Ragon chez Nathan / de Gigord, paragraphe 61, remarque III ; remarquer l'utilisation de l'astérisque pour désigner une forme reconstituée non attestée). D'une même manière, la transcription de textes mycéniens, langue dans laquelle /w/ est parfaitement conservé, fait appel au digamma.

Il est cependant fréquent que le phonème /w/ ait été noté par d'autres lettres, d'autant plus quand il s'était renforcé : on trouve par exemple chez Sappho l'adjectif vrádinos « souple » (avec [v] issu de /w/) écrit βράδινος (en ionien-attique : ῥαδινός / rhadinós).

## Codage
La majuscule Ϝ possède les codages suivants :
- UTF-8 : 0xCF 0x9C ;
- UTF-8, représentation octale : \317\234 ;
- entité numérique décimale HTML : &#988; ;
- TeX : \Digamma ; {\displaystyle \mathrm {\Digamma} }

La minuscule ϝ possède les codages suivants :
- UTF-8 : 0xCF 0x9D ;
- UTF-8, représentation octale : \317\235 ;
- entité numérique décimale HTML : &#989;.
- TeX : \digamma ; {\displaystyle \digamma }

Le digamma numéral confondu avec le stigma est codé de la même manière que cette ligature.
Le tableau suivant recense les différents caractères Unicode utilisant le digamma :
| Caractère | Représentation | Code    | Bloc Unicode                           | Nom Unicode                                 |
| --------- | -------------- | ------- | -------------------------------------- | ------------------------------------------- |
| Ϝ         | Ϝ              | U+03DC  | Grec et copte                          | Lettre grecque digamma                      |
| ϝ         | ϝ              | U+03DD  | Grec et copte                          | Lettre minuscule grecque digamma            |
| Ͷ         | Ͷ              | U+0376  | Grec et copte                          | Lettre majuscule grecque digamma pamphylien |
| ͷ         | ͷ              | U+0377  | Grec et copte                          | Lettre minuscule grecque digamma pamphylien |
| 𝟊         | 𝟊              | U+1D7CA | Symboles mathématiques alphanumériques | Minuscule mathématique grasse digamma       |
| 𝟋         | 𝟋              | U+1D7CB | Symboles mathématiques alphanumériques | Majuscule mathématique italique digamma     |